# Dasychira torniplaga
Dasychira torniplaga är en fjärilsart som beskrevs av Erich Martin Hering 1926. Dasychira torniplaga ingår i släktet Dasychira och familjen tofsspinnare. Inga underarter finns listade i Catalogue of Life.